# Baumstarkite
La baumstarkite è un minerale, è trimorfa con la miargirite e la cuboargyrite.

## Etimologia
Il nome è in onore del commerciante in minerali tedesco Manfred Baumstark (1954-  ).